# Olympique de Marseille Vitrolles
L'OM Vitrolles fou un club francès d'handbol de la ciutat de Marsella fundat l'any 1989 com a SMUC Marseille i desaparegut el 1996. No formava part del club esportiu Olympique Marseille. Tot i que era legalment independent, va rebre suport econòmic del club de futbol. El 50% del pressupost de fins a dotze milions de franc francès va ser recaptat per la ciutat de Vitrolles i el Conseil général des Bouches-du-Rhône. Quan el club ja no va poder compensar un dèficit de tres milions de francs, va baixar a la tercera divisió l'estiu de 1996. Va significar el final per al club fins aleshores de gran èxit. Té l'honor d'haver conquistat l'any 1993 el primer títol europeu d'handbol de França.
La seva política esportiva basada a fitxar els millors jugadors francesos del moment va provocar un gran dèficit a l'entitat. Aquests problemes econòmics el van portar l'any 1996 a un descens administratiu a 3a Divisió que va tenir com a conseqüència final la desaparició de l'entitat.

## Història
El 1989, l'Stade Marseillais UC i Vitrolles HB es van fusionar per crear Vitrolles SMUC Handball. L'any 1991, amb l'arribada al capdavant del club de Jean-Claude Tapie, germà de Bernard Tapie, el club va prendre el nom d'OM-Vitrolles. Tingueu en compte que el club no és una secció completa de l'Olympique de Marsella ja que no hi havia cap vincle legal entre les dues entitats, però depèn molt d'això, l'OM presta el seu nom i l'ajuda econòmicament cobrint regularment el seu dèficit i a través d'un acord que permeti a tres mil seguidors de l'OM donar suport al club d'handbol.
El club va ser un dels millors clubs francesos durant la dècada de 1990, guanyant la 1993 el primer trofeu europeu per a un club d'handbol francès, la Recopa d'Europa, trofeu que segueix uns dies a la Champions League guanyada per l'Olympique de Marsella en futbol.

## Palmarès
- 1 Recopa d'Europa: 1993
- 2 Lliga francesa: 1994 i 1996
- 2 Copa de França: 1993 i 1995